# ميتسورو تشيوتادا
ميتسورو تشيوتادا (باليابانية: 千代反田 充) (1 يونيو 1980 في فوكوكا في اليابان – )؛ هو لاعب كرة قدم ياباني سابق كان يلعب كمدافع.

## وصلات خارجية
- ميتسورو تشيوتادا على موقع رابطة كرة القدم اليابانية للمحترفين (اليابانية)
- ميتسورو تشيوتادا على موقع قاعدة بيانات كرة القدم.إي يو (الإنجليزية)
- ميتسورو تشيوتادا على موقع Soccerway.com (الإنجليزية)
- ميتسورو تشيوتادا على موقع عالم كرة القدم.نت (الإنجليزية)
- ميتسورو تشيوتادا على موقع كووورة